# Layos
Layos település Spanyolországban, Toledo tartományban. Layos Ajofrín, Mazarambroz, Casasbuenas, Argés, Cobisa és Burguillos de Toledo községekkel határos. Lakosainak száma 906 fő (2024).

## Népesség
A település népessége az utóbbi években az alábbiak szerint változott:
| Lakosok száma | 290  | 347  | 438  | 484  | 589  | 652  | 652  | 754  | 845  | 906  |
|               | 2001 | 2004 | 2007 | 2009 | 2012 | 2014 | 2017 | 2019 | 2022 | 2024 |